# Trofee Maarten Wynants 2019
La 6e édition du Trofee Maarten Wynants a eu lieu le 12 mai 2019. La course fait partie du calendrier international féminin UCI 2019 en catégorie 1.1 et de la Lotto Cycling Cup pour Dames 2019. Elle est remportée par l'Italienne Elisa Balsamo.

## Présentation

### Parcours
Un circuit long de 10 km est à parcourir douze fois.

### Équipes
| Équipes féminines professionnelles (9)- Alé Cipollini - Doltcini-Van Eyck Sport - Experza-Footlogix - Health Mate-Ladies Team - Lotto Soudal Ladies - Memorial Santos-Fupes - Mexx-Watersley International - Top Girls Fassa Bortolo - Valcar Cylance Équipe féminines amateur (16)- De Jonge Renner Ladies - Equano - Illi-Bikes - Isorex - Jan van Arckel - Jos Feron Lady Force - Keukens Redant - Multum Accountants - Restore - Rogelli-Gyproc - S-bikes Bodhi - Swaboladies - Team Stuttgart - TWC de Kempen Dames - VC Morteau Montbenoit - Wielerclub de sprinters Malderen |
| |

## Récit de la course
Un groupe de dix-sept se détache durant la course. Au sprint, Elisa Balsamo s'impose.

## Classements

### Classement final
| \| Classement général \| Classement général \| Classement général \| Classement général \| Classement général \| \| Coureuse \| Coureuse \| Pays \| Équipe \| Temps \| \| ------------------ \| ----------------------- \| ------------------ \| ----------------------- \| ------------------ \| \| 1re \| Elisa Balsamo \| Italie \| Valcar Cylance \| 3 h 04 min 19 s \| \| 2e \| Laura Tomasi \| Italie \| Top Girls Fassa Bortolo \| + 0 s \| \| 3e \| Marjolein van 't Geloof \| Pays-Bas \| Alé Cipollini \| + 0 s \| \| 4e \| Ilaria Sanguineti \| Italie \| Valcar Cylance \| + 0 s \| \| 5e \| Kathrin Schweinberger \| Autriche \| Health Mate-Ladies Team \| + 0 s \| \| 6e \| Anna Trevisi \| Italie \| Alé Cipollini \| + 0 s \| \| 7e \| Daniela Gaß \| Allemagne \| Equano \| + 0 s \| \| 8e \| Jessy Druyts \| Belgique \| Experza-Footlogix \| + 0 s \| \| 9e \| Arianna Pruisscher \| Pays-Bas \| Watersley International \| + 0 s \| \| 10e \| Lisa Robb \| Allemagne \| Team Stuttgart \| + 0 s \| |                         |           |                         |                 |
| |                         |           |                         |                 |
| |                         |           |                         |                 |
| Classement général |                         |           |                         |                 |
| Coureuse | Coureuse                | Pays      | Équipe                  | Temps           |
| 1re | Elisa Balsamo           | Italie    | Valcar Cylance          | 3 h 04 min 19 s |
| 2e | Laura Tomasi            | Italie    | Top Girls Fassa Bortolo | + 0 s           |
| 3e | Marjolein van 't Geloof | Pays-Bas  | Alé Cipollini           | + 0 s           |
| 4e | Ilaria Sanguineti       | Italie    | Valcar Cylance          | + 0 s           |
| 5e | Kathrin Schweinberger   | Autriche  | Health Mate-Ladies Team | + 0 s           |
| 6e | Anna Trevisi            | Italie    | Alé Cipollini           | + 0 s           |
| 7e | Daniela Gaß             | Allemagne | Equano                  | + 0 s           |
| 8e | Jessy Druyts            | Belgique  | Experza-Footlogix       | + 0 s           |
| 9e | Arianna Pruisscher      | Pays-Bas  | Watersley International | + 0 s           |
| 10e | Lisa Robb               | Allemagne | Team Stuttgart          | + 0 s           |

### Points UCI
| Position           | 1er | 2e | 3e | 4e | 5e | 6e | 7e | 8e | 9e | 10e | 11e | 12e | 13e à 15e | 16e à 25e |
| Classement général | 125 | 85 | 70 | 60 | 50 | 40 | 35 | 30 | 25 | 20  | 15  | 10  | 5         | 3         |